# Adam Nemec
Adam Nemec est un footballeur international slovaque né le 2 septembre 1985 à Banská Bystrica. Il évolue au poste d'attaquant au FC Voluntari.

## International
Le 10 décembre 2006, Nemec obtient sa première sélection en A contre les Émirats arabes unis, en match amical.

## Palmarès
- MŠK Žilina
  - Vainqueur du Championnat de Slovaquie en 2007.
  - Vainqueur de la Supercoupe de Slovaquie en 2004.
- KRC Genk
  - Vainqueur de la Coupe de Belgique en 2009.
- FC Kaiserslautern
  - Vainqueur de la 2. Bundesliga en 2010.
- Dinamo Bucarest
  - Vainqueur de la Coupe de la Ligue roumaine en 2017.